# Текудер
Текудер (*Tögöldör, бл. 1247 — 10 серпня 1284) — хан держави Ільханів у 1282—1284 роках.

## Життєпис
Походив з династії Хулагуїдів. Сьомий син Хулагу-хана та Кутай-хатун. При народжені отримав ім'я Миколай, був хрещений у хрестиніанстві (у несторіанській конфесії). Водночас було надано монгольське ім'я Текудер, тобто «Досконалий».
У 1282 році після смерті брата Абаки посів трон Ільханів. Водночас його ним було оголошено про прийняття мусульманства. Після цього Текудер прийняв нове ім'я Султан-Ахмад. Разом з тим продовжив політику попередників щодо віротерпимості до інших релігій, насамперед християнства-несторіанства. Більшість монголів залишалися при ньому поганами або буддистами. Проте надавав значну підтримку мусульманському духівництву. У 1283 році проти нього виступив нойон Кангіртай, що рекував Малою Азією. Але Текудеру вдалося придушити заколот.
Ахмад Текудер розпочав перемовини з Калауном, султаном мамлюкського Єгипту щодо встановлення дружніх відносин. В Єгипет було направлено два посольства з пропозицією налагодити торговельні зв'язки між двома державами. Також відправив посольство до Туда-Менгу, хану Золотої Орди.
У 1284 року проти Текюдера підняв у Хорасані повстання його небіж Аргун-хан. У травні противники зустрілися в околицях Акходжі, неподалік від Казвіну. Запекла і тривала битва завершилася поразкою Аргуна, який потрапив у полон. Та тільки-но бранця привезли в табір дядька, його звільнив емір Бука. Багато бекі Текюдера вже давно були незадоволені своїм володарем і тепер перейшли на бік Аргуна. Покинутий усіма Текюдер втік і деякий час переховувався. У серпні його захопили і стратили, за монгольським звичаєм, без пролиття крові — йому зламали хребет.

## Родина
- Кабланчі
- Арсланчі
- Нокачир